# Grote of Jacobijnerkerk
De Grote of Jacobijnerkerk in Leeuwarden is de grootste van de middeleeuwse kerken in deze stad.

## Geschiedenis
De kerk werd tussen 1275 en 1310 gebouwd als onderdeel van een dominicanenklooster en werd later vergroot. (Voor de Dominicanen werd ook de naam Jacobijnen gebruikt.) In 1392 werd de kerk bij een stadsbrand verwoest. De brede zuidelijke zijbeuk werd pas in de late 15e eeuw toegevoegd terwijl het schip begin 16e eeuw met een travee werd verlengd.
Het gotische bouwwerk werd tijdens de reformatie omgebouwd tot protestantse kerk en verloor de altaren en veel van de versieringen.
De in Leeuwarden en Groningen residerende Stadhouders van Friesland en Groningen hadden in deze kerk hun herenbank, "koningskraak" genoemd. Ze bezaten sinds 1591 onder het koor van de Grote of Jacobijnerkerk in Leeuwarden een grafkelder die in 1640 en 1696 werd uitgebreid. In de grafkelder van de Friesche Nassau's, de graven van Nassau-Dietz, werden tussen 1623 en 1765 tien lijkkisten bijgezet. In de kapel boven de kelder stonden nog eens zes kisten. Tijdens de Bataafse Revolutie van 1795 werden de kisten en grafmonumenten vernield.
De kerk is in de 21e eeuw in gebruik voor de kerkdiensten van de PKN.

## Orgels
In deze kerk bevindt zich als hoofdorgel het befaamde Christian Müller-orgel uit 1727. Het orgel dat tot dat moment in de kerk stond is toen overgeplaatst naar de Westerkerk, ook in Leeuwarden, waar het tot 1847 heeft gefunctioneerd.
Tijdens het openingsconcert van de zomerconcertserie van 2010 is in de Grote of Jacobijnerkerk een Metzler-kistorgel in gebruik genomen.

## Luidklok
In het torentje van de kerk hangt één luidklok. Oorspronkelijk hing hier een historische luidklok. Deze klok werd in 1680 gegoten door Petrus Overney met het opschrift: Petrus Overney heeft my gegooten in Leeuwarden 1680. Johannes Mammynga en Albert van der ley.de.e.hee-Bouwmeisters en kerckvoochden der stadt Leeuwarden. Tijdens de Tweede Wereldoorlog werd de klok afgevoerd door de Duitsers. De klok keerde niet terug en na de oorlog werd er een nieuwe klok gegoten. Deze klok is nog altijd in gebruik voor kerkdiensten. 

## Afbeeldingen

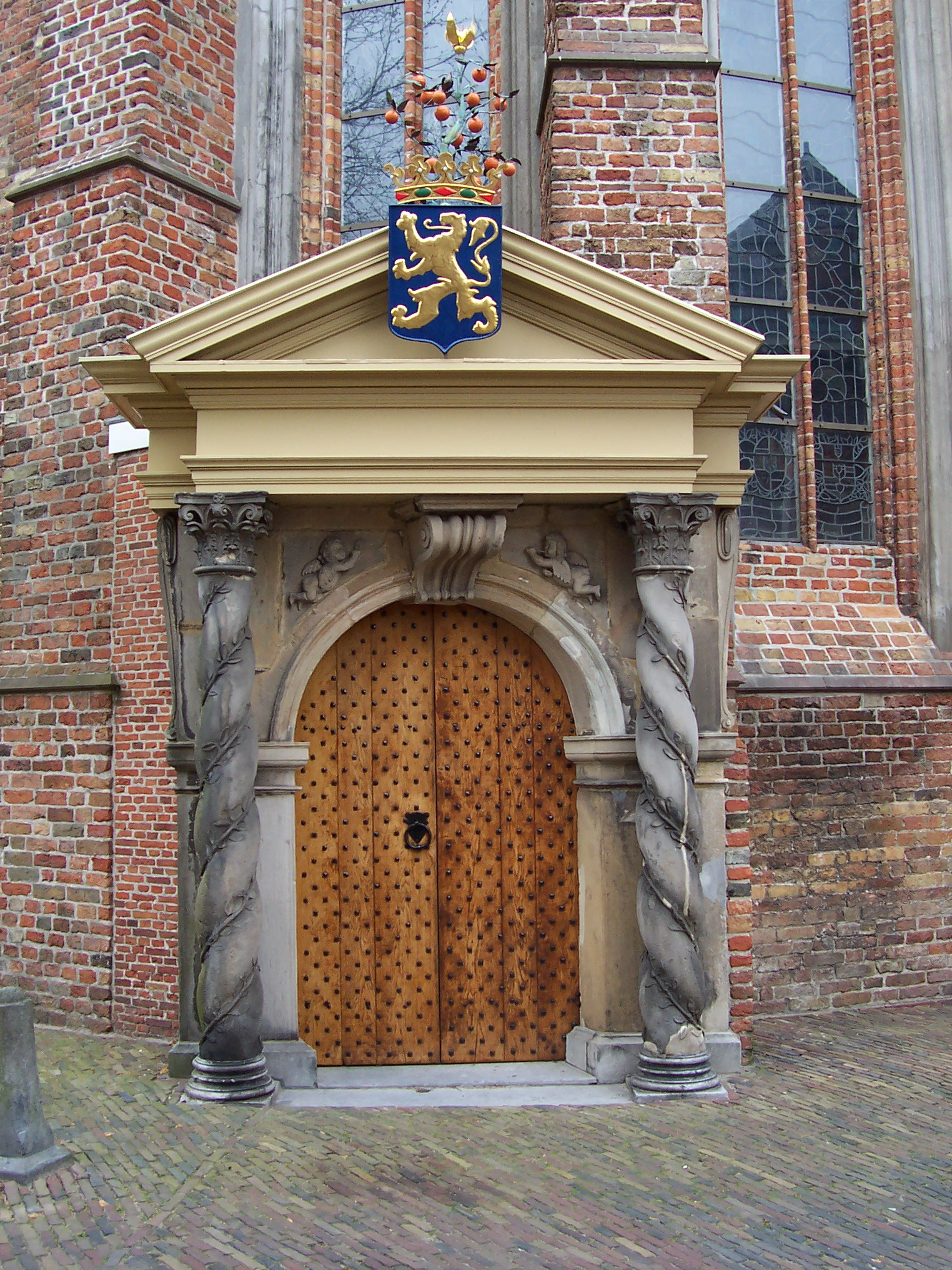
Oranjepoortje (2007)
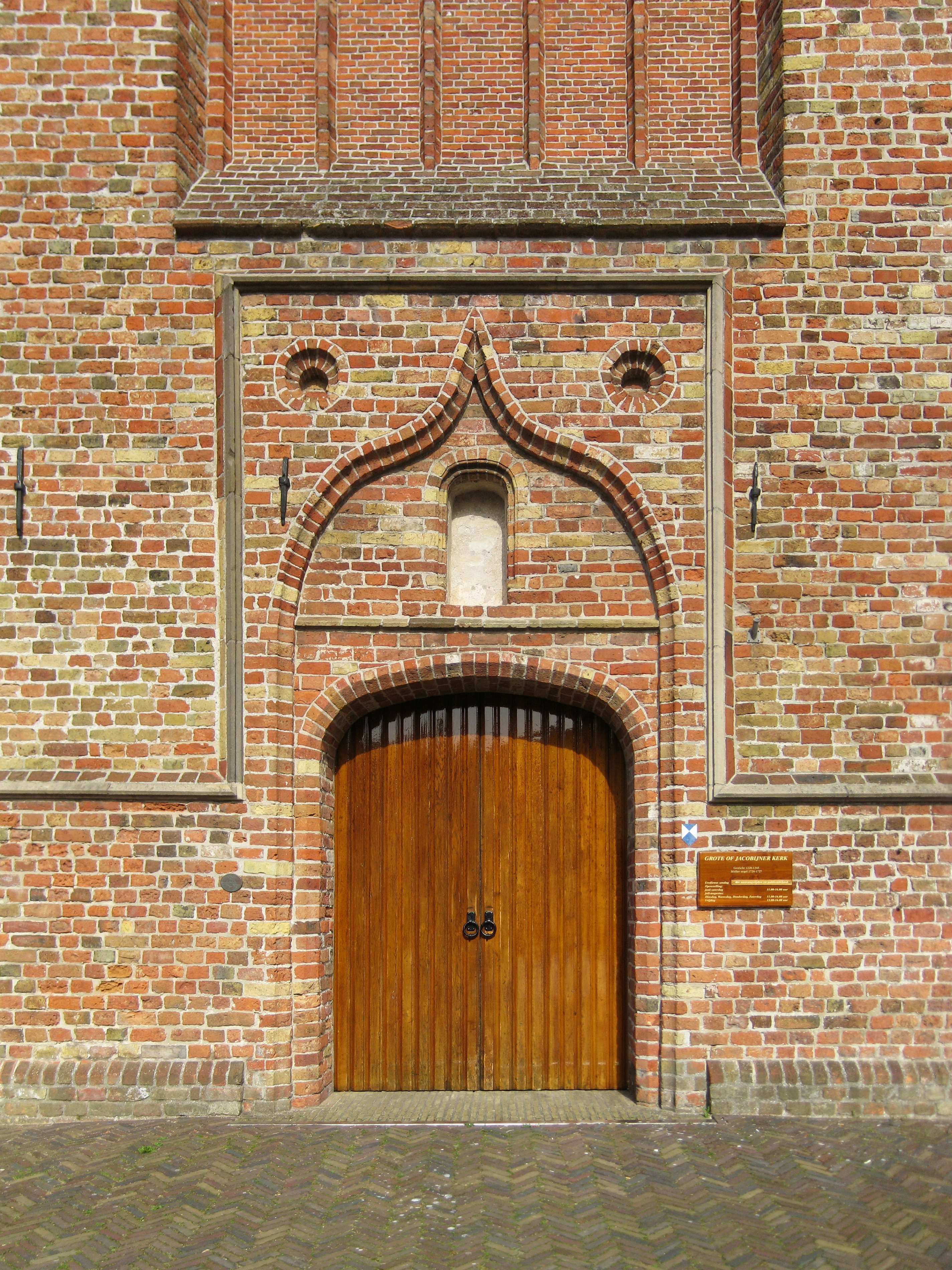
Ingangspartij westzijde (2014)
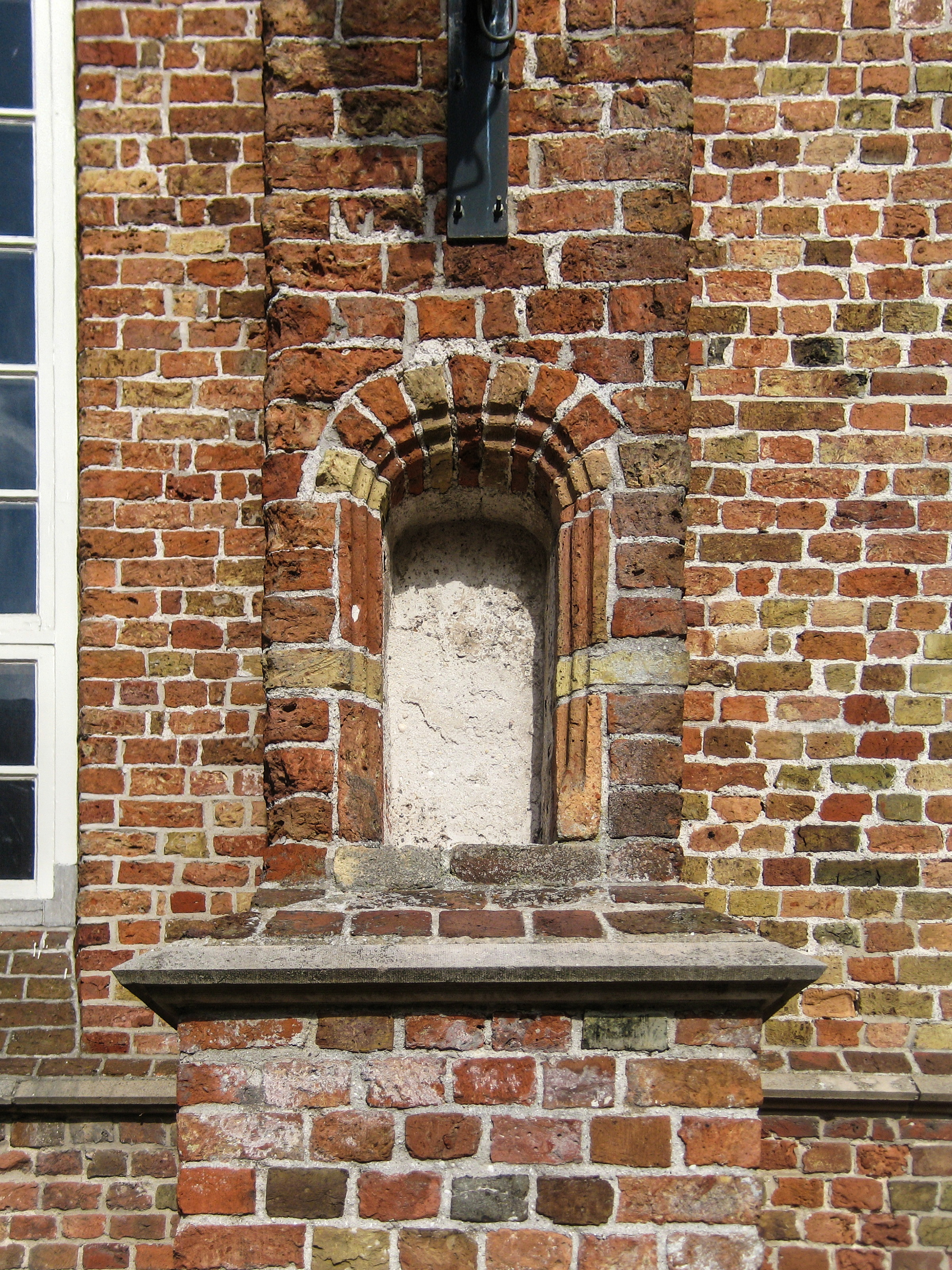
Nis in een steunbeer aan de westzijde (2014)
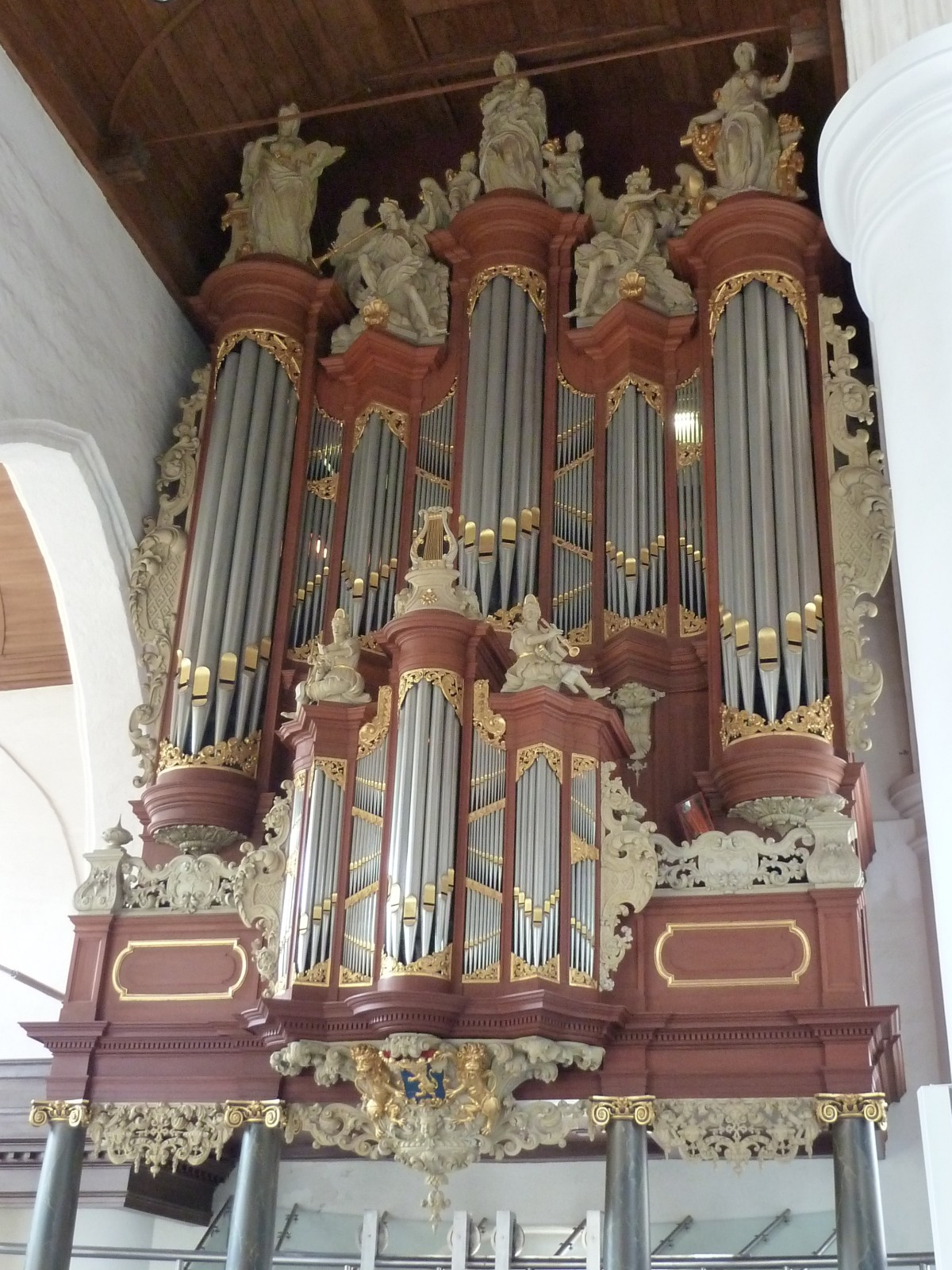
Hoofdorgel (2010)